# 의료 초음파

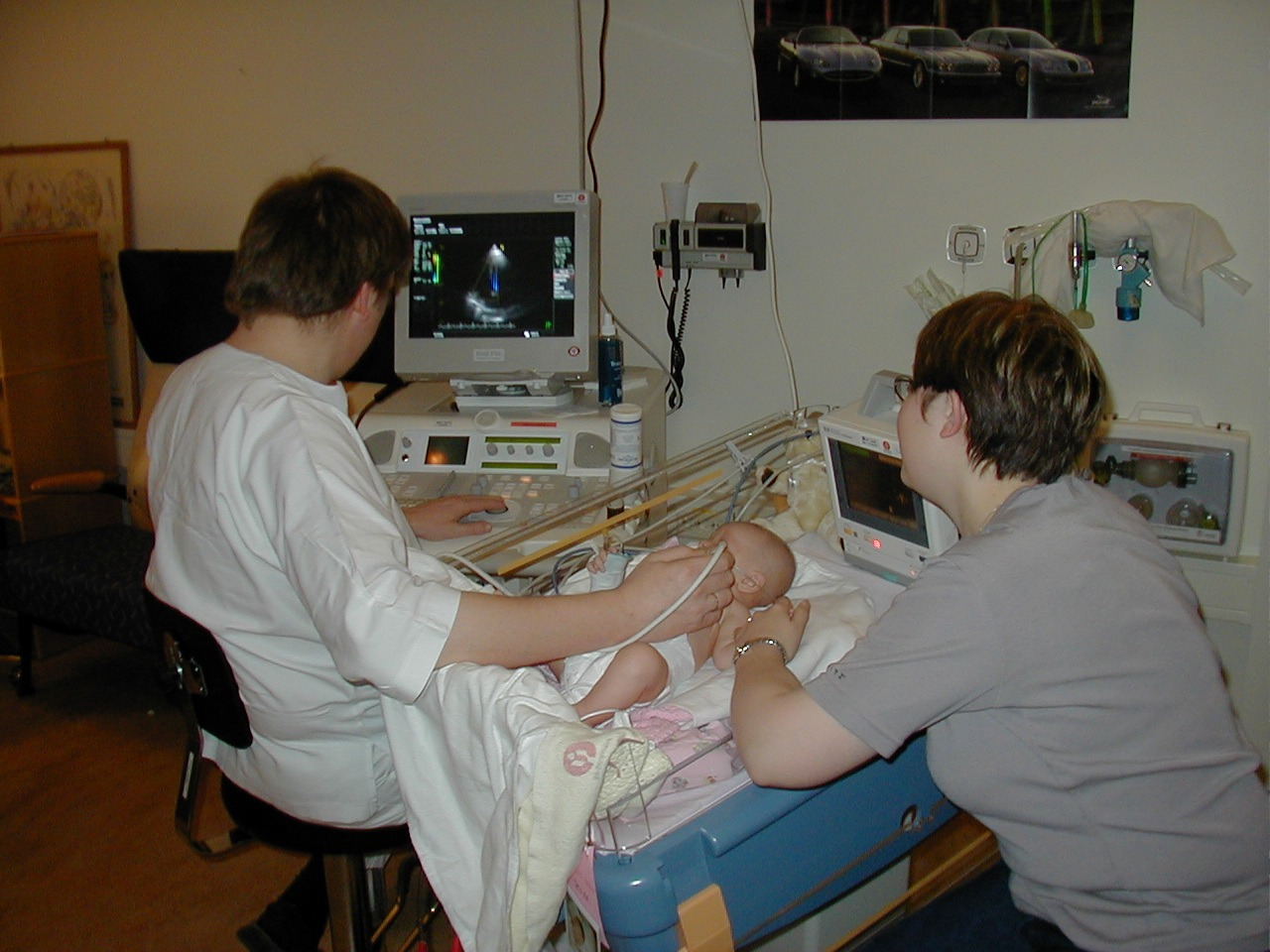
아기의 초음파 검사를 하는 모습

의료 초음파(醫療超音波, 영어: medical ultrasonography, sonography, echography) 또는 초음파 촬영(영어: sonography, echography; 초음파 촬영술, 초음파 검사)은 초음파를 이용해 근육, 힘줄, 그리고 많은 내부 장기들, 이들의 크기, 구조와 병리학적 손상을 실시간으로 단층 영상으로 가시화하는 진단 의학촬영(medical imaging) 기술이다. 이는 주기적 또는 응급 상황에서 태아를 가시화하는 데도 사용된다. 초음파를 이용한 진단은 소노그라퍼라고 불리는 의료 전문가에 의해 수행된다. 산과용 초음파(Obstetric ultrasonography)는 일반적으로 임신기간 동안에만 사용된다. 초음파는 적어도 50년 동안 인간의 몸속을 영상화하는 데 사용되었다. 이는 현대 의학에서 가장 널리 사용되는 진단 기술 중 하나이다. 이 기술은 자기공명영상(MRI)이나 엑스선 전산화 단층 촬영(CT)에 비해 가격이 저렴하고 이동이 용이하다.

## 원리
대상물에 탐촉자를 대고 초음파를 발생시켜 반사된 초음파를 수신하여 영상을 구성한다. 초음파를 발생 시키면 매우 짧은 시간 안에, 음파가 매질 속을 지나가고, 음향 임피던스가 다른 두 매질 사이를 지날 때에는 반사파가 발생한다. 그 반사파를 측정해 반사음이 되돌아 올 때까지의 시간을 통해 거리를 역산함으로써 영상을 구성한다.
개발 초기 초음파 검사는 초음파를 한쪽 방향으로만 발사할 수 있었지만 그 후 개량되어 부채꼴의 음파를 이용해 대상물의 단면 이미지를 실시간으로 볼 수 있게 되었다. 단단한 뼈에 둘러싸인 두개골 내부를 제외하면 사실 상체의 대부분을 초음파 영상으로 볼 수 있다.

## 영상의 종류

### A 모드
반사된 신호를 표현하기 위한 방법은 여러가지가 있지만, A(amplitude; 진폭) 모드와 B(brightness; 밝기) 모드가 주로 쓰인다. 초음파는 직진성이 뛰어나 음향 임피던스가 다른 두 물질 사이의 경계면에서 반사가 일어나 그 반사파를 수신할 때까지의 시간을 바탕으로 물질까지 위치를 계산할 수 있다. 물질까지의 거리를 가로축에 두고 반사 된 에코의 진폭을 세로축에 둔 그래프가 A 모드 영상이다. 원리는 중요하지만, A 모드는 실제 검사에는 별로 사용되지 않는다.

### B 모드
A 모드는 반사된 신호의 진폭과 위치를 표시하지만,이 진폭을 점의 밝기로 표시한 것이 B 모드이다. 1개의 초음파 빔은 1차원 영상 밖에 구성할 수 없지만, 여러 초음파 빔을 발생 시키면 2차원 그림을 만들 수있다. 단순히 초음파 검사라고 하면 B 모드를 가리키는 경우가 많다.

### M 모드
M (Motion : 움직임) 모드는 초음파 반사의 신호가 변화하는 것을 영상화하는 검사이다. 심장 밸브 나 심근의 움직임 등 움직임이 있는 부위가 변하는 모습을 실시간으로 관찰 할 수 있기 때문에 도플러 초음파와 마찬가지로 심장 초음파에 많이 쓰인다.

### 도플러 영상
도플러 효과에 의해 반사된 음파의 주파수가 변화하는 것을 이용하여 물체가 프로브에 접근하고 있는지 멀어지고 있는지를 판정해 이미지 상에 나타낼 수 있다.
도플러 영상에는 특정 위치의 초음파 빔의 주파수 변화를 교류로 변환해 그래프로 나타내는 도플러 모드와 B 모드 이미지에 지정된 영역에서의 유속 변화를 색으로 표현하는 컬러 도플러 모드가있다. 특히 심장 초음파에서 심장의 혈류를 평가하는 데 유용하다.
물리학에서는 적색 이동, 청색 이동이 각각 멀어지고 가까워지는 도플러 효과를 나타내지만, 의료용 기기에서는 반대로 적색이 가까워지는 것, 청색이 멀어지는 것을 표시한다.

## 인체에 미치는 영향
초음파 영상은 암 발병이나 유전자 파괴와 같은 위험을 야기하는 이온 방출(Ionizing radiation)을 이용하지 않기 때문에 위험이 전혀 없는 영상기법으로 알려져 있다. 그러나, 초음파 에너지는 두 가지 잠재적인 생리학적 영향을 줄 수 있다. 첫째, 초음파는 체내에서 염증 반응을 증대시킬 수 있고, 둘째, 초음파는 연부조직을 가열할 수 있다. 초음파 에너지는 연부조직을 통해 기계적 압력파를 전달한다. 이 압력파는 조직 속의 이온의 흐름 및 세포 활동에 영향을 줘 살아있는 조직에 극소 기포 (Microscopic bubble)를 발생시킬 수 있고, 세포조직의 왜곡을 일으킬 수 있다.
초음파가 인체에 들어갈 때, 분자 간 마찰을 발생시키고 조직을 약간 가열할 수 있다. 이 영향은 정상 조직으로 방출되어 열이 분산될 경우에는 미미하지만, 큰 강도일 경우, 공동화(cavitation) 현상으로 인해 인체의 수액 또는 조직을 확장 및 수축시켜 작은 가스 주머니를 만든다. 이는 현대의 진단용 초음파 장비를 사용해서는 어느 강도에서 발생하는지는 알려지지 않았다. 인체 조직의 가열과 공동화로 인한 장기적인 영향은 알려지지 않았다. 임신한 포유류에 초음파 장비를 사용했을 때 동물 태아에 유해성을 관찰한 연구가 있다.
2006년에 발표된 연구에 의하면 초음파에 노출될 경우 쥐 태아의 뇌 성장에 영향을 줄 수 있다. 해당 논문에 따르면 뇌의 성장 동안 뇌 조직에 발생하는 부작용은 "정신 지체나 유아기 뇌전증에서부터 난독증 진전, 자폐증 양상과 편집증적 조현증"과 같은 질환과 관련된다.
쥐 등의 동물 실험 결과와 인간에 대한 결과 사이에 연결고리가 있는지에 대한 연구결과는 없다.
최근 연구에 따르면 8865명의 어린이들을 대상으로 한 연구에서 태내 초음파 검사와 산후 아이의 왼손잡이·오른손잡이 결과에 약하지만 통계적으로 유의미한 상관관계가 관찰되었다.

## 용도
생물학적인 영향은 향후 확인될 것이며, 현재까지 알려진 정보를 바탕으로 환자가 누리는 이익이 위험을 능가한다.

### 산과용 초음파
산과용 초음파는 어떤 조건이 산모와 태아에게 유해한지를 확인하는 데 이용된다. 건강관리 전문가들은 이러한 상황을 진단하지 않았을 때의 위험이 초음파 영상 검사의 위험보다 훨씬 큰 것으로 판단한다. Cochrane Review에 따르면, 조기 임신 기간(24주 이전)에 주기적인 초음파 진단이 임신 기간 판단, 다중 임신과 임상학적으로 알려지지 않은 태아 기형을 조기에 발견하는데 도움이 되는 것으로 나타났다.
초음파 진단은 임신기간 동안 산과 진료에 정기적으로 사용되는데, 초음파 영상을 이용해 다음 사항을 확인할 수 있다.
- 임신기간 확인
- 태아의 생육 상태
- 태아 위치 확인
- 자궁 경상부에 관련한 태반 위치의 확인
- 배아의 수 확인 (다중 임신여부 확인)
- 주요 신체적 이상 유무 확인
- 태아의 성장 판단
- 태아의 움직임과 심장박동 확인
- 태아의 성별 판단

미국 식품의약국(FDA)은 기념용 비디오 및 사진 기록을 위해 병원에서 이용하는 것과 같은 초음파 영상기술을 사용하는 것을 금지하고 있다.

## 단점
두개골은 단단한 고체로서 내부의 음속이 주위에 비해 높기 때문에 주위 조직에 비해 음향 임피던스가 높다. 따라서 두개골 전·후면에서 높은 음향 임피던스 차이가 발생하기 때문에 대부분의 음파가 반사되어 두개골 내부의 영상화는 거의 불가능하다.

## 그 밖의 초음파 영상기법
초음파 조영술
초음파 조영술은 환부에 조영제를 주입해 일반 초음파 영상에서 보이지 않는 조직을 영상화하는 기술이다.
초음파 분자 영상
초음파 분자 영상은 특정 분자나 종양내 모세혈관 등에 미세기포를 부착해 종양을 영상화하는 기슬이다.
초음파 탄성 영상
초음파 탄성 영상은 외력을 가했을 때 일어나는 조직의 변위를 측정해 조직의 탄성 계수를 역산하고 영상화하는 기술이다. 종양 조직이 정상 조직보다 탄성이 높게 나타나는 점을 이용해 암 진단 등에 이용된다.
음향 복사력 임펄스 영상
음향 복사력 임펄스 영상은 음파가 조직에 입사될 때 음압이 발생하는 원리를 이용해 탄성 영상을 별도의 외력 장치를 이용하지 않고 얻는 기술이다.
초음파 압축 영상
초음파 압축 영상은 심부정맥 혈전증을 진단하는 기술로, 혈관의 압축 정도를 통해 혈전 유무를 진단한다.

## 참고 문헌
1. ↑  대한의협 의학용어 사전 https://www.kmle.co.kr/search.php?Search=sonography&EbookTerminology=YES&DictAll=YES&DictAbbreviationAll=YES&DictDefAll=YES&DictNownuri=YES&DictWordNet=YES
2. ↑  대한의협 의학용어 사전 https://www.kmle.co.kr/search.php?Search=echography&EbookTerminology=YES&DictAll=YES&DictAbbreviationAll=YES&DictDefAll=YES&DictNownuri=YES&DictWordNet=YES
3. ↑  Ang, E.S.B.C; Gluncic, V.; Duque, A.; Schafer, M.E.; Rakic, P. (2006). “Prenatal exposure to ultrasound waves impacts neuronal migration in mice”. 《Proceedings of the National Academy of Sciences》 103 (34): 12903–12910. Bibcode:2006PNAS..10312903A. doi:10.1073/pnas.0605294103. PMC 1538990. PMID 16901978.
4. ↑  Salvesen K. (2011). “Ultrasound in pregnancy and non-right handedness: meta-analysis of randomized trials”. 《Ultrasound in Obstetrics & Gynecology》 38 (3): 267–271. doi:10.1002/uog.9055.
5. ↑  Lindner, J.R. 2004. Microbubbles in medical imaging: current applications and future directions. Nat Rev Drug Discov. 3: 527-32.
6. ↑  Frinking, Peter J.A.; Tardy, Isabelle; Théraulaz, Martine; Arditi, Marcel; Powers, Jeffry; Pochon, Sibylle; Tranquart, François (2012). "Effects of Acoustic Radiation Force on the Binding Efficiency of BR55, a VEGFR2-Specific Ultrasound Contrast Agent". Ultrasound in Medicine & Biology 38 (8): 1460–9. doi:10.1016/j.ultrasmedbio.2012.03.018. PMID 22579540.
7. ↑  Ganne-Carrié N, Ziol M, de Ledinghen V et al. (2006). "Accuracy of liver stiffness measurement for the diagnosis of cirrhosis in patients with chronic liver diseases". Hepatology 44 (6): 1511–7. doi:10.1002/hep.21420. PMID 17133503.
8. ↑  최승민, 박정만, 권성재, 정목근, 초음파 의료 영상에서 비집속 송신을 이용한 고속 음향 복사력 임펄스 영상법, 한국음향학회지 13(3) 151--160, 2012.
9. ↑  Cogo, A.; Lensing, A. W A; Koopman, M. M W; Piovella, F.; Siragusa, S.; Wells, P. S; Villalta, S.; Büller, H. R; Turpie, A. G G; Prandoni, P. (1998). "Compression ultrasonography for diagnostic management of patients with clinically suspected deep vein thrombosis: Prospective cohort study". BMJ 316 (7124): 17–20. doi:10.1136/bmj.316.7124.17. PMC 2665362. PMID 9451260.

## 같이 보기
- 복부 초음파 검사(영어판)
- 방광 초음파 검사
- 유방 초음파 검사
- 갑상선 초음파 검사
- 전립선 초음파 검사
- ALARP